# Nesles-la-Montagne
Nesles-la-Montagne is een gemeente in het Franse departement Aisne (regio Hauts-de-France). De plaats maakt deel uit van het arrondissement Château-Thierry. Nesles-la-Montagne telde op 1 januari 2022 1.196 inwoners.

## Geografie
De oppervlakte van Nesles-la-Montagne bedroeg op 1 januari 2022 17,21 vierkante kilometer; de bevolkingsdichtheid was toen 69,5 inwoners per km².
De onderstaande kaart toont de ligging van Nesles-la-Montagne met de belangrijkste infrastructuur en aangrenzende gemeenten.

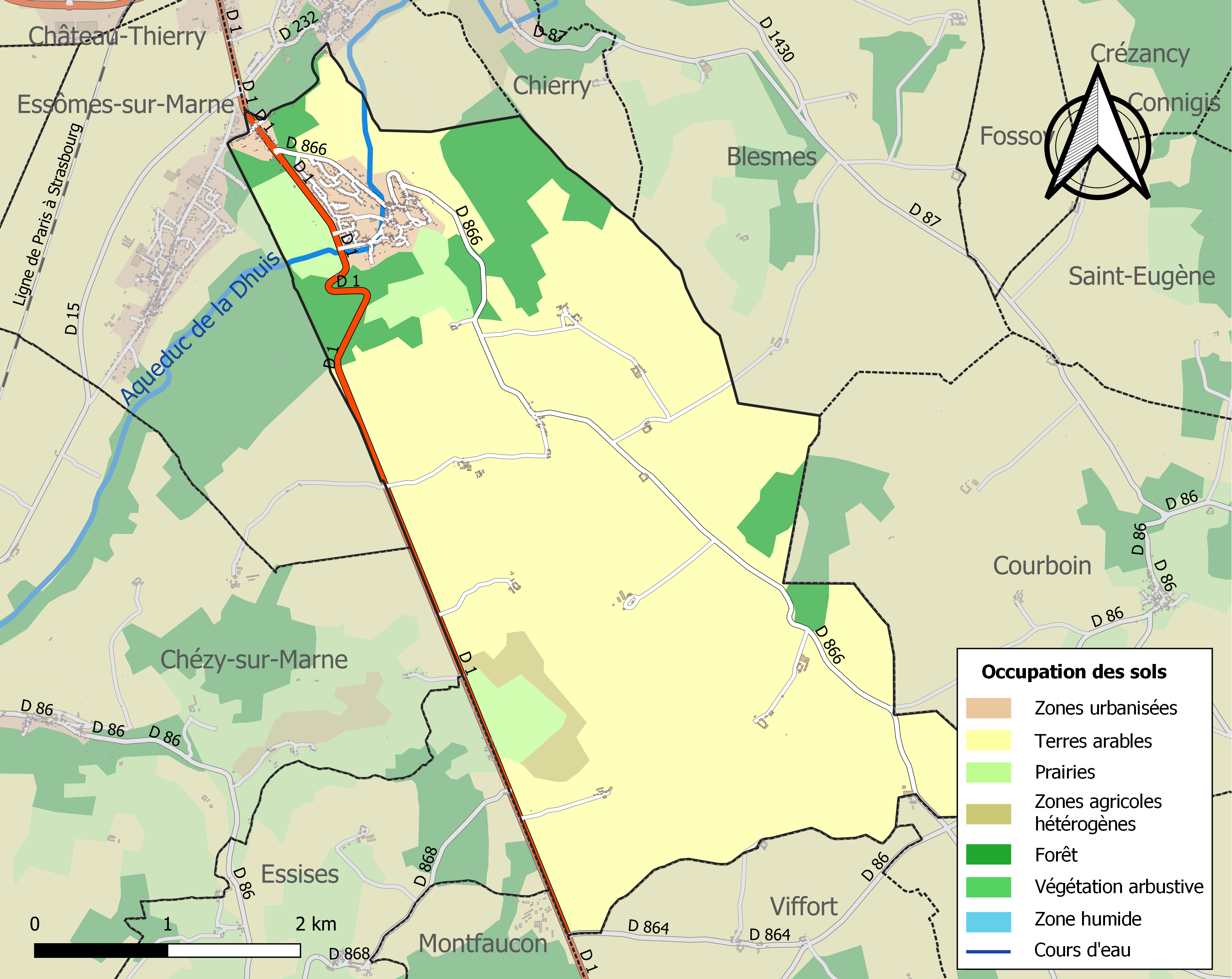

## Demografie
Onderstaande figuur toont het verloop van het inwonertal (bron: INSEE-tellingen).
Vanwege een beveiligingsprobleem met de MediaWiki Graph-software is het momenteel niet mogelijk deze grafiek weer te geven. Zodra de software is bijgewerkt zal de grafiek vanzelf weer zichtbaar worden.